# Papyrus 13
Papyrus 13, (in de nummering van Gregory-Aland), {\displaystyle {\mathfrak {P}}}13 of Papyrus Oxyrhynchus 657, is een gefragmenteerd manuscript van het Griekse Nieuwe Testament. Het is op papyrus geschreven in de derde eeuw, ongeveer in het jaar 225-250.

## Beschrijving
Papyrus 13 werd door Bernard Grenfell en Arthur Hunt gevonden in Oxyrhynchus, Egypte. Het wordt nu bewaard in de British Library (Inv. Nr. 1532) en Laurentian Library (PSI 1292).
De tekst die we nog hebben, is twaalf kolommen, met 23 tot 27 regels, in de vorm van een boekrol. Het bevat de Brief aan de Hebreeën, namelijk 2:14-5:5; 10:8-22; 10:29-11:13; 11:28-12:17. Het begint met bladzijde 47-50, waarschijnlijk stond er nog één ander boek op de rol, het meest voor de hand ligt de brief van Paulus aan de Romeinen, zoals het geval is in Papyrus 46. Het is, buiten de Chester Beatty papyri, het grootste handschrift op Papyrus van het Nieuwe Testament.
Het is geschreven op de achterzijde van een papyrus die het boek Ab Urbe Condita van Titus Livius; geleerden denken dat het manuscript misschien naar Egypte gebracht is door een Romeinse beambte.
Het handschrift bevat fouten die te maken hebben met de uitspraak van i-klanken (iotacisme). (ι en ει, ε en αι, υ and οι).

## Tekst
Papyrus 13 is een vertegenwoordiger van de Alexandrijnse tekst. Kurt Aland plaatste haar in Categorie I van zijn Categorieën van manuscripten van het Nieuwe Testament
Papyrus 13 bevat verso Hebreeënen recto (voorzijde) een deel van het boek Ab Urbe Condita de geschiedenis van Rome; dit wordt gedateerd rond 200.